# Michael Horeni
Michael Horeni (* 27. Februar 1965 in Frankfurt am Main) ist ein deutscher Sportjournalist und Autor.

## Werdegang
Horeni wuchs in Frankfurt am Main auf. Nach seinem Abitur absolvierte er ab 1984 ein Volontariat bei der Abendpost/Nachtausgabe. Ab 1989 studierte er Politische Wissenschaft, Geschichte und Philosophie und arbeitete für die Sportredaktion der Frankfurter Allgemeinen Zeitung. Von 1995 bis 2000 verantwortete er den Sportteil der Frankfurter Allgemeinen Sonntagszeitung und schrieb dort über die sportlichen und gesellschaftlichen Aspekte des Fußballs. 1998 wurde er mit dem Fair-Play-Preis für Sportjournalismus ausgezeichnet. Im Jahr 2000 wechselte er zum Hauptblatt der FAZ und berichtete insb. über die Deutsche Fußballnationalmannschaft. 
Aus seiner sportjournalistischen Arbeit resultierten einige biografische Bücher über Jürgen Klinsmann (2008), über die Brüder George, Jérôme und Kevin-Prince Boateng (2012), das auch im Schulunterricht zum Einsatz kommt, über Hans-Joachim Watzke (2020), über „begnadete“ Fußballlegenden (2022) und über Legenden von Eintracht Frankfurt (2024). 
Horeni ist Mitglied der Deutschen Akademie für Fußball-Kultur und wirkt in der Jury zum Deutschen Fußball-Kulturpreis mit.

## Werke
- Klinsmann: Stürmer, Trainer, Weltmeister. Frankfurt am Main: Scherz, 2005. ISBN 978-3-502-15045-9.
- Vom Hemd zum Helden: Ein Fitnessjahr mit den Profis. Frankfurt am Main: Scherz, 2008. ISBN 978-3-502-15160-9.
- Die Brüder Boateng: Drei deutsche Karrieren. Stuttgart: Tropen, 2012. ISBN 978-3-608-50308-1.
- (mit Christoph Kunz) Die Brüder Boateng, Unterrichtshandreichung. Stuttgart: Ernst Klett Sprachen, 2012. ISBN 978-3-12-666906-1.
- Asphaltfieber. Köln: Bastei Entertainment, Köln: Baumhaus. ISBN 3-8339-0388-0.
- Gebrauchsanweisung für die Fußball-Nationalmannschaft. München: Piper, 2018. ISBN 3-492-27712-8.
- (mit Hans-Joachim Watzke) Echte Liebe: Ein Leben mit dem BVB. München: C. Bertelsmann, 2019. ISBN 3-570-10388-9.
- Die Begnadeten: Schönheit, Schmerz und Einsamkeit. Fußballgötter und ihre Abstürze. München: C. Bertelsmann, 2022. ISBN 3-570-10470-2.
- Stimmen der Eintracht. München: C. Bertelsmann, 2024. ISBN 3-570-10567-9.